# Xunguli
Xunguli (en rus: Шунгули) és un poble (un possiólok) de l'óblast d'Astracan, a Rússia, segons el cens del 2010 tenia 20 habitants.